# Spilosmylus saishiuensis
Spilosmylus saishiuensis är en insektsart som beskrevs av Okamoto 1924. Spilosmylus saishiuensis ingår i släktet Spilosmylus och familjen vattenrovsländor. Inga underarter finns listade i Catalogue of Life.